# California State Route 9

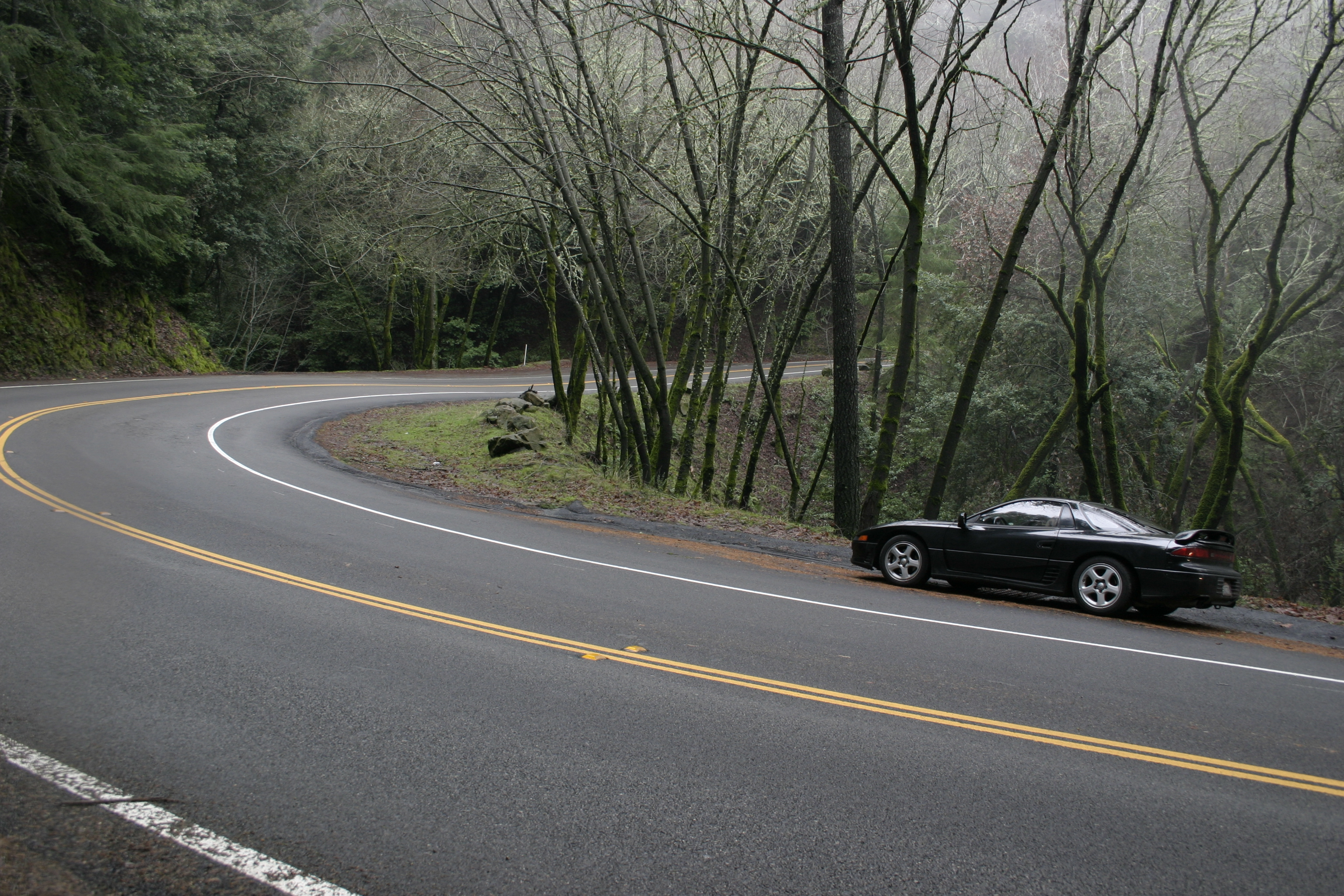
California State Route 9

Die California State Route 9 (kurz CA 9) ist eine etwa 62 km lange State Route im US-Bundesstaat Kalifornien, die in Nord-Süd-Richtung verläuft. Sie verbindet die Stadt Los Gatos im Santa Clara County im Norden mit der Küstenstadt Santa Cruz im Santa Cruz County am Pazifik im Süden.

## Verlauf
Die CA 9 beginnt im Santa Clara County bei der Stadt Los Gatos südwestlich der Großstadt San José an der California State Route 17. Von hier verläuft sie erst nach Nordwesten bis zur California State Route 35 und schwenkt dann am Castle Rock State Park nach Süden durch die Santa Cruz Mountains. Von hier an führt die Straße östlich des Big Basin Redwoods State Park entlang des San Lorenzo River nach Süden bis Südosten. Dabei mündet zwei Mal die CA 236 in die Straße. Nach fast 62 km endet die California State Route 9 in der Küstenstadt Santa Cruz in der California State Route 1.